# Orias
Na demonologia, Orias (também chamado Oriax), é o Grande Marquês do inferno e possui trinta legiões de  comando. Ele sabe e ensina as virtudes das estrelas e as "mansões" dos planetas (a influência de cada planeta, dependendo do signo astrológico em que se encontra em um momento específico, e a influência desse sinal em um indivíduo, dependendo de como o zodíaco foi configurado no momento de seu nascimento ou no momento de fazer uma pergunta para o astrólogo), ele também dá dignidade, prelazias, e favorece amigos e inimigos, ele pode transformar um homem em qualquer forma.